# Jerónimo de Abarrátegui y Figueroa
Jerónimo de Abarrátegui y Figueroa (Madrid, 15 de juny de 1653-Còria, 1 de maig de 1719) fou un religiós teatí castellà.
Fill d'Antonio Abarrátegui y Figueroa, cavaller de l'Orde de Sant Jaume i Gentilhome del rei, i d'Antonia de Espinosa. Orfe des de la seva infància, es crià amb la seva àvia materna. Amb vint anys, el desembre de 1673, prengué els hàbits de l'Orde de Clergues Regulars al convent de San Cayetano, de Madrid. Passà un noviciat exemplar i finalment professà el 3 de març de 1675. Anà a estudiar Teologia a Salamanca, on fou ordenat sacerdot i nomenat Mestre de Novicis. Tornà a Madrid, però com els superiors de l'orde desitjaven tenir casa i col·legi a Salamanca per a l'estudi de la teologia, ell fou nomenant, juntament amb Antonino Ventimiglia, directors i mestres de la nova escola, on hi arribà el 6 de desembre de 1683 i es dedicà a l'ensenyament de la teologia, sent un model de moltes virtuts. A instància de la família Gamarra i sota obediència del Superior de la seva Orde, es dirigí al convent de San Pedro de Alcántara del Palancar, a la diòcesi de Còria. Hi va arribar el 18 d'abril de 1719, i durant aquests dies visità diversos indrets, com la catedral de Còria el 28 d'abril. A la nit li va donar un atac vascular cerebral que va durar fins a l'1 de maig, quan finalment morí. Durant aquests dies, quan el despullaren, el trobaren ple de cicatrius, nafres i blaus que es causava el mateix Abárretegui a través de penitències. Fou enterrat a la catedral de Còria, amb la presència de diversos prelats locals.
Posteriorment, l'escriptor Diego de Torres y Villarroel va dedicar-li una extensa biografia, que fou publicada el 1749.